# Маркевич, Николай Андреевич
Николай Андреевич Маркевич (укр. Микола Андрійович Маркевич; 26 января [7 февраля] 1804, Черниговская губерния — 9 [21] июня 1860, Полтавская губерния) — русский и украинский историк, этнограф, фольклорист и писатель, преимущественно известный благодаря трудам о судьбах исторической Малороссии.

## Биография
Родился 26 января (7 февраля) 1804 года в дворянской семье Маркевичей в селе Дунаец в Глуховском уезде Черниговской губернии. Его отец, Андрей Иванович Маркевич (1781—1831/1832), родился в Новгород-Северске и получив блестящее образование, по рекомендации своего двоюродного дяди, князя Виктора Павловича Кочубея, вступил на дипломатическую службу: с 10 февраля 1799 года был юнкером коллегии иностранных дел; 5 мая 1799 года произведён в переводчики и определён в миссию в Дрезден; с 12 января 1800 года коллежским асессором переведён к посольству в Константинополь. Выйдя в чине надворного советника в отставку 25 сентября 1803 года, отец посвятил себя общественной деятельности: в 1815—1817 годах выполнял обязанности уездного предводителя дворянства Прилукского уезда. Мать — графиня Анастасия Васильевна Гудович (1782—1818), племянница генерал-фельдмаршала графа Ивана Васильевича Гудовича. Николай был старшим в семье; другие дети: Михаил, Елизавета, Евдокия, Варвара и Ульяна.
В раннем детстве рос и воспитывался у деда в Полошках и других родственников (в Сокиринцах и Васьковцах; с 1814 года — в Рудовке).
С 1817 года учился в Благородном пансионе при Главном педагогическом институте в Санкт-Петербурге, но в 1820 году поступил на воинскую службу в Курляндский драгунский полк; в 1824 году в чине поручика вышел в отставку. С этого времени и до самой смерти жил, в основном, в своём имении в селе Туровке Прилуцкого полка. Получил в наследство от отца около 700 крепостных, имение Туровка, а также дом в Москве, где учился фортепиано и композиции у Джона Филда.

## Творчество
Маркевич — автор сборников стихотворений. В 1829 году были изданы его книги: «Элегии и еврейские мелодии» и «Стихотворения эротические и Паризина»; в 1831 году — «Украинские мелодии» (М.), в которой в поэтической форме были отражены народные предания и поверья, а также очерки исторических личностей; в предисловии и примечаниях, очень подробных, были приведены черты народного быта и отрывки из исторических сочинений о Малороссии.
Маркевич поддерживал личные отношения с рядом выдающихся деятелей культуры своего времени, в том числе с А. С. Пушкиным и Т. Г. Шевченко.

В юные годы он был близок к Кюхельбекеру и его кругу, в первую очередь — к Пушкину, был восторженным почитателем Рылеева. Под влиянием поэзии декабристов Маркевич был увлечён героическим прошлым родины (обращение к народному творчеству — характерная черта декабристов), впоследствии рылеевские образы народных героев Маркевич трактует уже не в революционном, а в националистическом духе…
В пятидесятые годы Маркевич примкнул к правому крылу славянофилов.
— Орлова А. А. Предисловие к воспоминаниям Маркевича о Кюхельбекере // «Литературное наследство». — Т. 59. — С. 501.
В своём имении он собрал уникальную коллекцию документальных материалов и рукописных книг по истории Украины конца XVI—XVIII веков. В «Отечественных записках» (1851. — № 2. — С. 328—336) Маркевич указал, что основой стала коллекция, собранная его дедом, включавшая документы генерального подскарбия А. М. Маркевича, рукописи упразднённого Глуховского Преображенского монастыря, библиотеку доктора Блума и др.; обладателем двух сундуков гетмана И. И. Скоропадского (его дальнего родственника) он стал ещё в 17 лет. С тех пор у него «развилась не в шутку страсть к манускриптам». Во время службы в армии он получил в свою коллекцию немалое количество документов из архивов П. А. Румянцева, К. Г. Разумовского и его сына А. К. Разумовского. Затем, в 1826 году, он приобрёл библиотеку И. Ф. Богдановича, а в 1830 году — рукописи Самуила Миславского. В дальнейшем коллекция постоянно пополнялась и составила более 6,5 тысячи экземпляров. В 1859 году большую часть коллекции рукописей купил Иван Яковлевич Лукашевич (1811—1860), после смерти Маркевича его библиотека в «4339 томов сочинений философских, исторических, статистических, беллетрических и других, на языках, русском и иностранных» вместе с оставшейся частью коллекции рукописей была продана наследниками в Коллегию Павла Галагана. Часть личного архива Н. А. Маркевича (письма он писателей, музыкантов, государственных деятелей) находится в Пушкинском доме (Ф. 488).
В 1836 году в Москве им был издан «Большой исторический, мифологический, статистический и прочий словарь Российской империи» (остался неоконченным). В предисловии к нему Маркевич в частности отмечал:

Необходимость Словаря отечественной Истории известна каждому; уже одно только неприятно, что скоро Россия будет праздновать тысячелетие своей Государственной жизни, и мы не разобрали сей жизни вполне.— Маркевич Н. А. «Отрывок из Большого исторического словаря Российского государства»
В 1842 году в Москве вышла его «История Малороссии» в 5 томах (5-й том — в 1843 г.), из которых первые два содержали собственно историю, а остальные — приложения, которые и представляют для учёных наибольший интерес. Книга была составлена главным образом по «Истории русов» — без проверки её сообщений другими свидетельствами. Труд Марковича вызвал бурную полемику. Сенковский в «Библиотеке для чтения» (1843. — Т. LVI, отд. V. — С. 30—31) писал, что история Маркевича это «четыре тома безвкусных возгласов, легкомысленных суждений, детских сказок и грубых выдумок». Против Сенковского выступили Плетнёв («Современник». — 1843, Т. XXX) и Погодин (Два слова «Библиотеке для чтения» о происхождении Малороссии // Москвитянин. — 1843. — № 3). Откликнулся и В. Белинский, который написал:

Прежде всего в авторе не заметно особенного исторического таланта: его изложение вообще сухо и утомительно; он одушевляется только при рассказе о жестокостях поляков над малороссами, но и это местами вспыхивающее одушевление нисколько не отличается историческим характером, хотя и делает честь сердцу автора. Потом, из «Истории» г. Маркевича не только нельзя узнать, каких идей держится он об истории вообще — старых или современных, но даже и считает ли он нужным держаться каких-нибудь идей по этому предмету. Кажется, для него написать историю — значит привести в порядок исторические материалы, пересказав их по-своему.
<…>
Малороссия никогда не была государством, следственно, и истории, в строгом значении этого слова, не имела. История Малороссии есть не более, как эпизод из царствования царя Алексия Михайловича: доведя повествование до столкновения интересов России с интересами Малороссии, историк русский должен, прервав на время нить своего рассказа, изложить эпизодически судьбы Малороссии, с тем чтобы потом снова обратиться к своему повествованию. История Малороссии — это побочная река, впадающая в большую реку русской истории. Малороссияне всегда были племенем и никогда не были народом, а тем менее — государством. Они умели храбро биться и великодушно умирать за свою родину, им не в диковинку было побеждать сильного врага с малыми средствами, но они никогда не умели пользоваться плодами своих побед. Разобьют врагов в пух, окажут чудеса храбрости и геройства и — разойдутся по домам пить горилку.
<…>
История Малороссии есть, конечно, история, но не такая, какою может быть история Франции или Англии; тогда он удержится в своём повествовании и от тона адвоката и от тона панегириста, а постарается живо и просто, в кратких и характеристических чертах, представить картину быта племени, игравшего в истории временную и случайную, но исполненную дикой поэзии роль.
<…>
«История Малороссии» г. Маркевича заслуживает внимания и уважения, тем более что в её исполнении заметно много добросовестности и усердия, а две большие части материалов — особенной благодарности; но как история, в современном значении этого слова, сочинение г. Маркевича не выходит из ряда посредственных опытов такого рода…
— Белинский В. Г. История Малороссии Николая Маркевича
Маркевич работал над созданием «Большого исторического, мифологического, статистического, географического и литературного словаря Российского государства» начало было напечатано в Москве в 1836 году уже после начала выхода «Энциклопедического лексикона»). Другие известные исторические труды Маркевича — «Мазепа», «Гетманство Барабаша», «О первых гетманах малороссийских», «О казаках».
Маркевич является также автором ряда этнографических и краеведческих сочинений.
Был похоронен в родовом склепе у церкви Всех Святых, на правом берегу речки Перевод (притока Удая, напротив села Туровка.
Сын Андрей Николаевич стал сенатором.